# Джек Рейнор
Джек Рейнор (англ. Jack Reynor; нар. 23 січня 1992, Лонгмонт, Колорадо, США) — ірландський актор, який відомий ролями в фільмах «Трансформери: Час вимирання», «Лондонські канікули», «Макбет», «Перестрілка», «Щоденник Роуз».

## Біографія
Джек Рейнор народився в Лонгмонті, Колорадо, США, але в дворічному віці він повернувся на батьківщину мами Тари — до Ірландії. Хлопчик навчався у школі в Валлімаунті, після переїзду до Дубліна здобував освіту в єзуїтському коледжі.

## Особисте життя
Джек Рейнор заручений з ірландською моделлю Маделін Малквін. Він освідчився їй у березні 2014 після року романтичних стосунків.

## Кар'єра
У 2010 Джек знявся в телефільмі «Три мудрих жінки», потім зіграв другорядного персонажа в драмі «Ляльковий дім», а також був у головній ролі ірландської стрічки «Що зробив Річард». У 2012 актор проходив кастинг, після чого приєднався до акторського складу фільму «Трансформери: Час вимирання».
У 2014 актор приєднався до акторського складу музичного фільму «Сінг Стріт» та пригодницької стрічки «Книга джунглів: Початок». Рейнор з'явився в ролі водія в ірландській драмі «Глассленд», наступного року він був розжалуваним пілотом у романтичній комедії «Лондонські канікули», а також старшим сином короля Дункана в фільмі «Макбет», який було знято на основі однойменної п'єси Вільяма Шекспіра.
У 2016 Рейнор зіграв у романтичному фільмі «Щоденник Роуз», крім того він був залучений в комедійний бойовик «Перестрілка». У серпні 2016 актор приєднався до акторського складу науково-фантастичного фільму «Рідня». Наступного року він приєднався до акторського складу біографічної драматичної стрічки «За статевою ознакою». У липні 2018 року стало відомо, що актор отримав роль у фільмі «Сонцестояння».

## Фільмографія
| Рік       |    | Українська назва              | Оригінальна назва                | Роль                                             |
| --------- | -- | ----------------------------- | -------------------------------- | ------------------------------------------------ |
| 2000      | ф  | Країна                        | Country                          | хлопчик                                          |
| 2010      | тф | Три мудрих жінки              | Three Wise Women                 | Колін                                            |
| 2012      | ф  | Ляльковий дім                 | Dollhouse                        | Роббі                                            |
| 2012      | тф | Переслідуючи лепреконів       | Chasing Leprechauns              | Томмі Райлі                                      |
| 2012      | ф  | Що зробив Річард              | What Richard Did                 | Річард Карлсен                                   |
| 2012      | кф | Стелла                        | Stella                           | Майкл                                            |
| 2013      | кф |                               | Car Film                         | Мартін                                           |
| 2013      | ф  | Холод                         | Cold                             | Рорі                                             |
| 2013      | ф  | Татусь із доставкою           | Delivery Man                     | Джош                                             |
| 2014      | ф  | Трансформери: Час вимирання   | Transformers: Age of Extinction  | Шейн                                             |
| 2014      | ф  | Глассленд                     | Glassland                        | Джон                                             |
| 2015      | ф  | Лондонські канікули           | A Royal Night Out                | Джек                                             |
| 2015      | ф  | Макбет                        | Macbeth                          | Малькольм                                        |
| 2016      | ф  | Сінг Стріт                    | Sing Street                      | Брендан                                          |
| 2016      | ф  | Перестрілка                   | Free Fire                        | Гаррі                                            |
| 2016      | ф  | Щоденник Роуз                 | The Secret Scripture             | Майкл                                            |
| 2017      | ф  |                               | The Man with the Iron Heart      | Йозеф Ґабчик                                     |
| 2017      | с  | Електричні сни Філіпа К. Діка | Philip K. Dick's Electric Dreams | Браян Нортон (Епізод: "Impossible Planet")       |
| 2017      | ф  | Детройт                       | Detroit                          | Деменс                                           |
| 2018—2019 | с  |                               | Strange Angel                    | Джон Парсонс (17 епізодів)                       |
| 2018      | ф  | Книга джунглів: Початок       | Jungle Book                      | Сірий брат (озвучення)                           |
| 2018      | ф  | Рідня                         | Kin                              | Джиммі Солінські                                 |
| 2018      | ф  | За статевою ознакою           | On The Basis Of Sex              | Джеймс Бозарт                                    |
| 2019      | ф  | Сонцестояння                  | Midsommar                        | Крістіан Г'юз                                    |
| 2021      | с  | Сучасне кохання               | Modern Love                      | Деклан (Епізод: "Strangers on a (Dublin) Train") |
| 2021      | ф  | Загублене серце               | Cherry                           | Pills and Coke                                   |
| 2022      | с  | Периферійні пристрої          | The Peripheral                   | Бертон Фішер (8 епізодів)                        |
| 2023      | ф  |                               | Flora and Son                    | Єн                                               |
| 2023      | ф  | Гнів материнський             | The Good Mother                  | Тобі Беннінгс                                    |
| 2024      | с  | Чудова пара                   | The Perfect Couple               | Томас Вінбер (6 епізодів)                        |
| 2026      | ф  | Мумія                         | The Mummy                        |                                                  |